# Valhascos
Valhascos ist eine Gemeinde (Freguesia) im portugiesischen Kreis Sardoal. In ihr leben 375 Einwohner (Stand 19. April 2021).